# Port Hadera
Port Hadera (hebr. חדרה נמל) (UN/LOCODE: ILHAD) – port morski położony przy mieście Hadera, nad Morzem Śródziemnym, w odległości około 40 km na północ od Tel Awiwu.

## Historia
W 1982 wybudowano przy Haderze elektrociepłownię z portem węglowym.

## Struktura portu
Port Hadera posiada 2 nabrzeża oraz molo węglowe przystosowane do rozładunku masowego węgla dla elektrowni, która znajduje się przy porcie. Molo węglowe wychodzi na 1600 m w głąb morza i jest połączone z lądem za pomocą grobli, na której umieszczono taśmociąg.
| Nabrzeże nr  | Przeznaczenie | Długość [m] | Głębokość [m] | Uwagi |
| ------------ | ------------- | ----------- | ------------- | ----- |
| 1            | towarowe      | 200         | 18,0          |       |
| molo węglowe | masowce       |             | 18,0          |       |

## Komunikacja
Przy porcie przebiega autostrada nr 2  (Tel Awiw–Hajfa) i droga ekspresowa nr 65  Hadera–Kaddarim.